# Wladimir Nikolajewitsch Woinowitsch

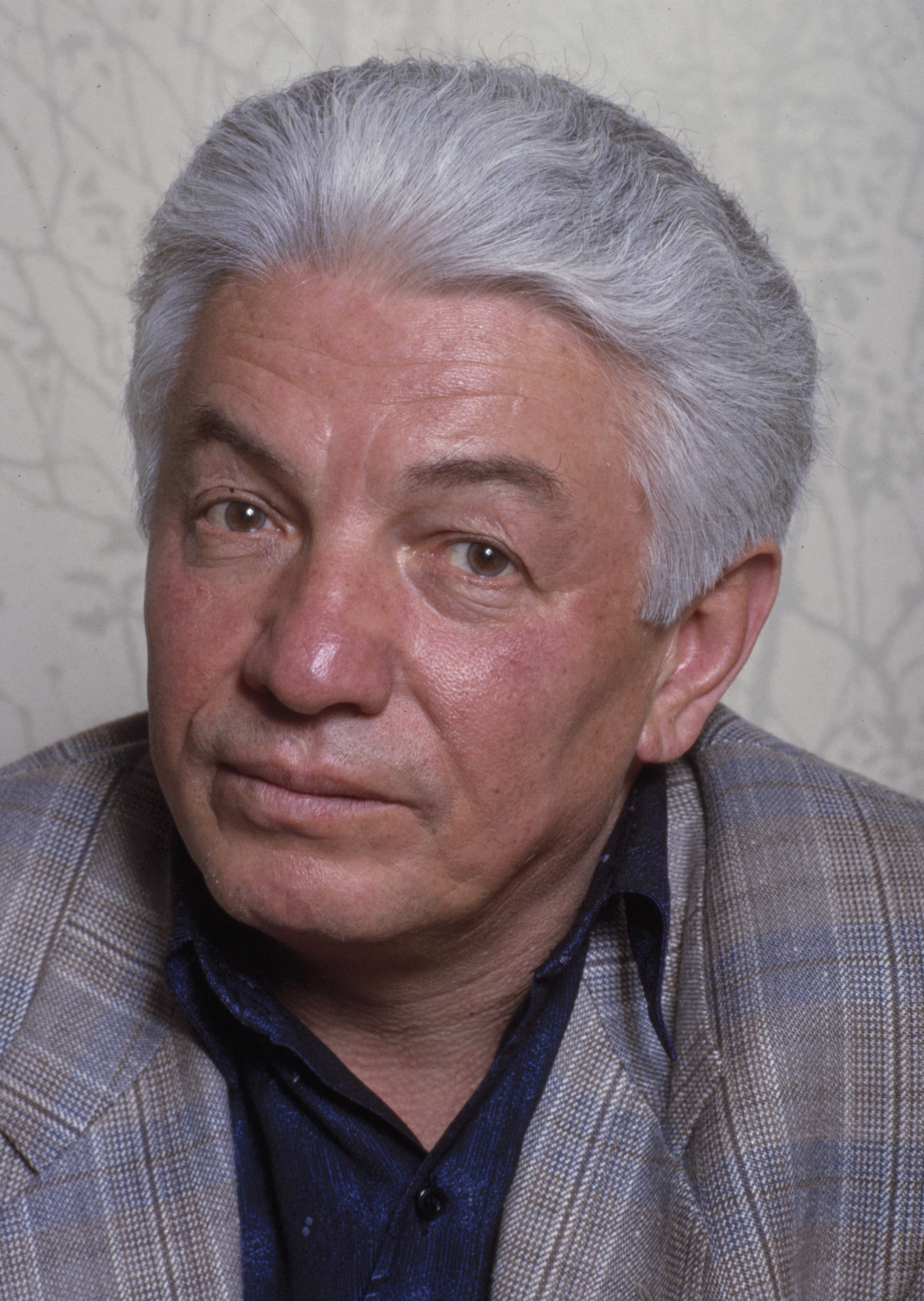
Wladimir Woinowitsch (1986)

Wladimir Nikolajewitsch Woinowitsch (russisch Владимир Николаевич Войнович, wiss. Transliteration Vladimir Nikolaevič Vojnovič; * 26. September 1932 in Stalinabad, Tadschikische SSR; † 27. Juli 2018 in Moskau) war ein russischer Schriftsteller. Er gilt als einer der bedeutendsten Satiriker seiner Zeit.

## Leben
Woinowitsch war unter anderem als Hirte, Zimmermann, Flugzeugmechaniker und Bahnarbeiter sowie als Rundfunkredakteur tätig, bevor er 1956 seine ersten Werke veröffentlichte. Dazu gehörten zunächst noch staatstragende Lobeshymnen auf die „Helden“ des real existierenden Sozialismus.
In den Jahren von 1963 bis 1970 schrieb er jedoch den Schelmenroman Die denkwürdigen Abenteuer des Soldaten Iwan Tschonkin, eine satirische Abrechnung mit dem politischen System der Sowjetunion. Mit dem tumben Titelhelden, der noch in einem weiteren Roman (Iwan Tschonkin, Thronanwärter) die Hauptfigur war, schuf Woinowitsch eine Gestalt, die – ähnlich wie Jaroslav Hašeks Soldat Schwejk – die Verhältnisse unter der Diktatur Stalins dadurch ad absurdum führt, dass er sich diesen Verhältnissen strikt unterwirft und alle Befehle widerspruchslos befolgt.
Der erste Tschonkin-Roman machte Woinowitsch im Westen bekannt. Seine Veröffentlichung und die Unterstützung, die der Autor der Menschenrechtsbewegung in der Sowjetunion leistete, führten dazu, dass Woinowitsch 1974 aus dem sowjetischen Schriftstellerverband ausgeschlossen und 1980 ausgebürgert wurde, worauf er die Sowjetunion verließ und bis 1990 in Stockdorf bei München lebte.
Woinowitsch wurde 1990 offiziell rehabilitiert und mehrfach ausgezeichnet, zuletzt mit dem russischen Staatspreis für den Roman Aglaja Rewkinas letzte Liebe. Seit der Rehabilitation pendelte er zeitweise zwischen München und Moskau, wo er wieder lebte. Seine Werke sind bislang in mehr als 30 Sprachen übersetzt worden. 1999 erhielt er den Dr.-Friedrich-Joseph-Haass-Preis des Deutsch-Russischen Forums. 2016 wurde er mit dem Lew-Kopelew-Preis ausgezeichnet.
Woinowitsch kritisierte, dass Alexander Puschkin auch im postsowjetischen Russland politisch instrumentalisiert werde. 2023 wurden russische Buchhandlungen und Bibliotheken angewiesen, die Werke Woinowitschs aus dem Angebot zu nehmen. Das Kulturministerium in Moskau dementierte allerdings, dass es Listen mit „verbotenen Büchern“ gebe.

## Werke (Auswahl)

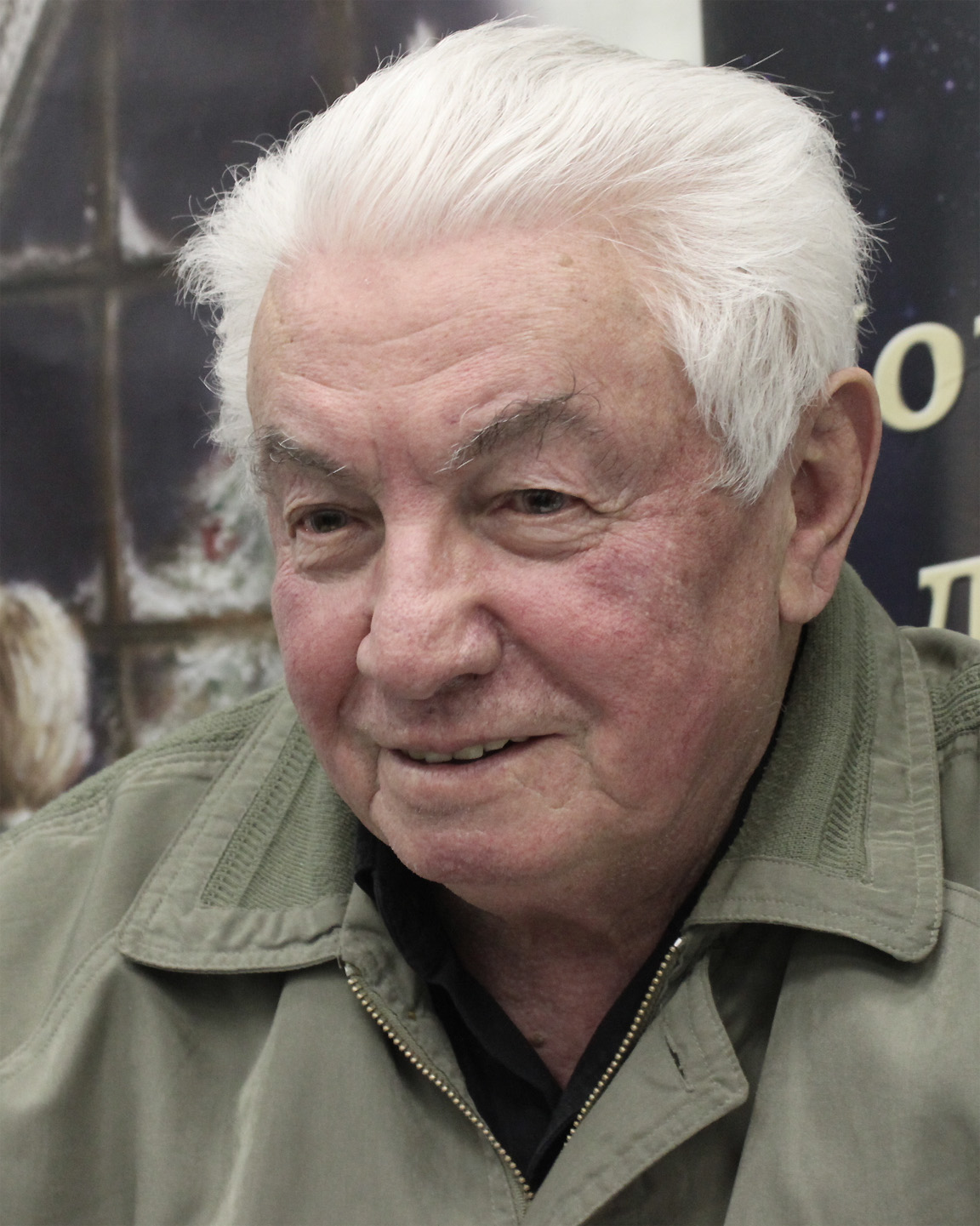
Woinowitsch (2010)

- Die denkwürdigen Abenteuer des Soldaten Iwan Tschonkin. Diogenes Verlag, 1975, 1994 verfilmt. ISBN 978-3-257-20628-9
- Iwan Tschonkin, Thronanwärter. Diogenes 1979. ISBN 978-3-257-21306-5
- Auf gut Russisch oder Der ich hätte werden können. Diogenes Verlag, 1982. ISBN 978-3-257-01633-8
- Brieffreundschaften, 1976
- Zwei Freunde, 1967
- Ihr seid auf dem richtigen Weg, Genossen. Piper Verlag, 1986. ISBN 978-3-492-03004-5
- Aglaja Rewkinas letzte Liebe. Berlin Verlag, 2002. ISBN 978-3-827-00076-7
- Zwischenfall im Metropol. Meine erstaunliche KGB-Akte. Piper Verlag, 1994. ISBN 978-3-492-03733-4
- Kontinent III
- Moskau 2042. Piper Verlag, 1986. ISBN 978-3-492-11043-3
- Die Mütze. Piper Verlag, 1990. ISBN 978-3-492-11305-2[6]

## Nachlass
Woinowitschs Nachlass aus seiner Zeit vor der Ausbürgerung wird im RGALI-Archiv verwahrt. Im Archiv der Forschungsstelle Osteuropa an der Universität Bremen befindet sich Woinowitschs vollständiger Nachlass aus der Zeit seiner Emigration in Deutschland.